# Malocampa medommoca
Malocampa medommoca är en fjärilsart som beskrevs av William Schaus 1928. Malocampa medommoca ingår i släktet Malocampa och familjen tandspinnare. Inga underarter finns listade i Catalogue of Life.